# 诚志股份有限公司
诚志股份有限公司是清华大学控股的高科技上市公司，江西省重点企业。公司主营业务为生命科技、液晶材料、医药化工、医疗服务。